# Physalis gracilis
Physalis gracilis es una especie de planta herbácea perteneciente a la familia de las solanáceas. 

## Descripción
Son hierbas perennifolias, que alcanzan un tamaño de hasta 1 m de alto; los tallos mayormente erectos, frecuentemente angulados cuando secos, puberulentos con tricomas cortos y dispersos tricomas multicelulares blancos de 1–1.5 mm de largo, glabrescentes. Las hojas son ovadas, de 2–8 cm de largo, el ápice obtuso, la base obtusa o redondeada, subenteras, casi glabras pero ocasionalmente con tricomas multicelulares alargados; con pecíolos de 1–4 cm de largo. Las flores con pedicelo delgado de 7–20 mm de largo, con tricomas alargados dispersos; cáliz subcónico, 3–6 mm de largo, lobado casi hasta la 1/2 de su longitud, lobos deltoides, pubescentes con tricomas patentes; la corola rotácea, reflexa, 15–18 mm de diámetro, amarilla con máculas obscuras en la garganta; anteras 3–4 mm de largo, a veces azuladas. El fruto es una baya de 8–15 mm de diámetro, cáliz redondeado o ligeramente 5–10-angulado, ca 20–30 mm de largo, con pocos tricomas en las costillas o ápices, de otro modo glabro, pedicelos 10–25 mm de largo, glabros; semillas 1–2 mm de diámetro, amarillentas.

## Distribución y hábitat
Es una especie común, se encuentra en áreas muy húmedas, a una altitud de 600–1600 metros; desde México a Ecuador. 

## Taxonomía
Physalis gracilis fue descrita por John Miers y publicado en Annals and Magazine of Natural History, ser. 2 4: 37, en el año 1849.
Physalis gracilis se parece a las plantas silvestres de Physalis philadelphica pero se diferencia en su hábito perenne y por tener tricomas blancos, alargados, esparcidos, articulados o moniliformes.
Sinonimia
- Physalis luteoanthera Waterf.
- Physalis schiedeana Dunal[2]